# Pisces, Aquarius, Capricorn and Jones Ltd.
Albums de The Monkees
Headquarters
(1967) The Birds, the Bees and the Monkees
(1968)
Singles
1. Pleasant Valley Sunday (en)
Sortie : juillet 1967

Pisces, Aquarius, Capricorn & Jones Ltd. est le quatrième album du groupe américain de pop rock The Monkees. Il est sorti en 1967 sur le label Colgems Records (en).
Si les Monkees avaient enregistré presque seuls Headquarters, ils font de nouveau appel à des musiciens de studio pour cet album. Il s'agit d'un des premiers albums de pop à utiliser un synthétiseur Moog, Micky Dolenz ayant été l'un des tout premiers à en acheter un.
Le titre de l'album reprend les signes astrologiques des quatre membres du groupe : Micky Dolenz est Poissons, Peter Tork est Verseau, et Michael Nesmith et Davy Jones sont Capricorne. Comme Jones et Nesmith sont du même signe (en fait, ils sont tous les deux nés un 30 décembre), le titre est complété par le nom de famille de Jones pour ne pas répéter « Capricorn ».
Pisces, Aquarius, Capricorn & Jones Ltd. est le quatrième et dernier album des Monkees à se classer no 1 aux États-Unis. Le single Pleasant Valley Sunday atteint la 3e place, tandis que Daydream Believer, enregistrée lors des sessions de l'album mais ne figurant pas dessus, se classe no 1.

## Fiche technique

### Chansons
| 1. | Salesman              | Craig Smith                                             | 2:03 |
| 2. | She Hangs Out         | Jeff Barry, Ellie Greenwich, Jerry Leiber, Mike Stoller | 2:33 |
| 3. | The Door Into Summer  | Chip Douglas (en), Bill Martin                          | 2:50 |
| 4. | Love Is Only Sleeping | Barry Mann, Cynthia Weil                                | 2:28 |
| 5. | Cuddly Toy            | Harry Nilsson                                           | 2:45 |
| 6. | Words                 | Tommy Boyce, Bobby Hart                                 | 2:48 |

| 7.  | Hard to Believe                          | David Jones, Kim Capli, Eddie Brick, Charlie Rockett | 2:33 |
| 8.  | What Am I Doing Hangin' 'Round?          | Michael Martin Murphey, Boomer Castleman (en)        | 3:02 |
| 9.  | Peter Percival Patterson's Pet Pig Porky | Peter Tork                                           | 0:27 |
| 10. | Pleasant Valley Sunday (en)              | Gerry Goffin, Carole King                            | 3:15 |
| 11. | Daily Nightly                            | Michael Nesmith)                                     | 2:33 |
| 12. | Don't Call on Me                         | Michael Nesmith, John London (en)                    | 2:52 |
| 13. | Star Collector                           | Gerry Goffin, Carole King                            | 4:28 |

En 1995, Rhino Records réédite Pisces, Aquarius, Capricorn & Jones Ltd. avec sept titres bonus :
| 14. | Special Announcement  |                                                                         | 0:36 |
| 15. | Goin' Down            | Micky Dolenz, Davy Jones, Michael Nesmith, Peter Tork, Diane Hildebrand | 4:47 |
| 16. | Salesman              | Craig Smith                                                             | 2:37 |
| 17. | The Door Into Summer  | Chip Douglas, Bill Martin                                               | 2:53 |
| 18. | Love Is Only Sleeping | Barry Mann, Cynthia Weil                                                | 2:32 |
| 19. | Daily Nightly         | Nesmith                                                                 | 2:32 |
| 20. | Star Collector        | Gerry Goffin, Carole King                                               | 4:52 |

### Musiciens

#### The Monkees
- Micky Dolenz : chant (6, 10, 11), chœurs (1-5, 8, 13), batterie (5), percussions (1), Moog (11), voix (12)
- Davy Jones : chant (2, 5, 7, 13), chœurs (1, 2, 4, 5, 8, 10, 11, 13), tambourin (4, 5), percussions (1, 6), voix (12)
- Michael Nesmith : chant (1, 3, 4, 8, 12), chœurs (6, 10), guitare (1, 4, 8, 11-13), guitare électrique (2, 6, 10), guitare acoustique (5), percussions (6)
- Peter Tork : chant (6), chœurs (5, 10), orgue (2, 4-6, 11-13), claviers (3, 5), voix (9), piano (10)

#### Musiciens supplémentaires
- Leonard Atkins : violon (7)
- Paul Beaver (en) : Moog (13)
- Arnold Belnick : violon (7)
- Pete Candoli : trompette (2)
- Kim Capli : guitare (7), piano (7), basse (7), batterie (7), percussions (7)
- Bill Chadwick : guitare acoustique (10)
- Vincent DeRosa (en) : cor d'harmonie (7)
- Doug Dillard : banjo (8)
- Chip Douglas (en) : guitares (1, 3, 12), basse (1-6, 8, 10-13), chœurs (2, 4-6, 8, 13)
- Eddie Hoh (en) : batterie (1-4, 6, 8, 10-13), percussions (10, 12)
- Jim Horn : saxophone baryton (7)
- Nathan Kaproff : violon (7)
- Bobby Knight : trombonne basse (7)
- Dick Leith : trombone basse (2)
- Edgar Lustgarten : violoncelle (5)
- Bill Martin : voix (12)
- Ollie Mitchell (en) : bugle (7)
- Ted Nash : vents (5)
- Dick Noel : trombone (2)
- Wilbert Nuttycombe : violon (7)
- Al Porcino : trompette (2)
- Bob Rafelson : piano (12)
- Jerome Reisler : violon (7)
- Charlie Rockett : voix (12)
- Tom Scott : vents (5)
- Bud Shank : vents (5)
- Manny Stevens : trompette (2)
- Tony Terran (en) : bugle (7)
- Darrel Terwilliger : violon (7)

### Classements et certifications
| Classement (1967)             | Meilleure place |
| ----------------------------- | --------------- |
| Allemagne (Media Control AG)  | 18              |
| États-Unis (Billboard 200)    | 1               |
| Norvège (VG-lista)            | 4               |
| Royaume-Uni (UK Albums Chart) | 5               |

| Pays              | Certification | Unités certifiées | Date de certification |
| ----------------- | ------------- | ----------------- | --------------------- |
| États-Unis (RIAA) | 2 × Platine   | 2 000 000         | 17 août 1994          |